# 羅熱皮
49°7′54″N 27°51′0″E / 49.13167°N 27.85000°E
羅熱皮（烏克蘭語：Рожепи），是烏克蘭的村落，位於該國西南部文尼察州，由日梅林卡區負責管轄，面積1.2平方公里，海拔高度301米，2001年人口274，人口密度每平方公里227.76人。